# Liberálisok és Demokraták Szövetsége Európáért Párt
A Liberálisok és Demokraták Szövetsége Európáért Párt (angolul Alliance of Liberals and Democrats for Europe Party, rövidítve ALDE Párt) egy európai szintű liberális pártcsoportosulás, amely magában foglalja az ALDE-t és az Európai Demokrata Pártot. Az ALDE a negyedik legnagyobb európai párt, 67 képviselőjük ül bent az Európai Parlamentben. 66 tagpártja van mind európai uniós, mind azon kívüli országokból. Az ifjúsági szárnya ALDE az Európai Liberális Fiatalok (LYMEC), amelyben elsősorban a ifjúsági és a hallgatói szervezetek tagjai, fiatalok akik a liberális értékrendben látják Európa jövőjét LYMEC vezetője Jeroen Diepemaat (VVD, Hollandia). A szervezetnek 2012 májusában 200 000 tagja volt.

## Elnökök
- 1978–1981: Gaston Thorn
- 1981–1985: Willy De Clercq
- 1985–1990: Colette Flesch
- 1990–1995: Willy De Clercq
- 1995–2000: Uffe Ellemann-Jensen
- 2000–2005: Werner Hoyer
- 2005–2011: Annemie Neyts-Uyttebroeck
- 2011–2015:  Graham Watson
- 2015–2021:  Hans van Baalen
- 2021–2024:Timmy Dooley, Ilhan Kyuchyuk
- 2024–:Svenja Hahn

## Pártok
- ANO 2011 - Csehország
- Magyar Liberális Párt - Magyarország
- Momentum Mozgalom - Magyarország
- Modern (lengyel párt) - Lengyelország
- NEOS – Az Új Ausztria és Liberális Fórum - Ausztria
- Német Szabaddemokrata Párt - Németország
- Liberálisok és Demokraták Szövetsége - Románia
- Liberális Demokraták - Egyesült Királyság
- Néppárt a Szabadságért és Demokráciáért - Hollandia